# Mycetina apicalis
Mycetina apicalis es una especie de coleóptero de la familia Endomychidae.

## Distribución geográfica
Habita en el Cáucaso.